# Norrhenninge naturreservat
Norrhenninge naturreservat är ett naturreservat i Norrtälje kommun i Stockholms län.
Området är naturskyddat sedan 2008 och är 14 hektar stort. Reservatet består av  barrskog med gamla granar och inslag av asp och anda lövträd.